# Terrence Des Pres
Terrence Des Pres, né en 1939 à Effingham et mort le 16 novembre 1987 à Hamilton, est un historien et universitaire américain.

## Carrière
Il obtient un baccalauréat universitaire ès lettres en 1962 au Southeast Missouri State College, puis un master en 1964 et un doctorat en 1968 à l'université Washington de Saint-Louis. Il enseigne la littérature à l'université Colgate. 
Il est surtout connu pour ses travaux sur la Shoah, notamment par son best-seller The Survivor: An Anatomy of Life in the Death Camps (« Le survivant : Anatomie de la vie dans les camps de la mort ») paru en 1976 et qui analyse la survie dans les camps de concentration nazis et les goulags du point de vue des survivants, en exploitant leurs écrits ou mémoires. Il brosse le portrait des survivants comme des personnes capables de « surpassement », s'opposant en cela à d'autres théories de la survie. 
Des Pres meurt en 1987 dans des conditions troubles, les explications avancées incluant le suicide ou la mort accidentelle. 

## Publications
- (en) The Survivor : An Anatomy of Life in the Death Camps, New York, Oxford University Press, 1976, 218 p. (ISBN 0-19-501952-0, lire en ligne) ; réimprimé en 1980  (ISBN 978-0-19-502703-7).
- Praises & dispraises: poetry and politics, the 20th century, Viking, 1988 (ISBN 978-0-670-80406-1).
- Writing into the World.  New York: Viking. 1991  (ISBN 0-670-80464-9).
- « Remembering Armenia  », introduction de The Armenian Genocide in Perspective, Transaction Publishers, 1986  (ISBN 0-88738-636-9).  (ISBN 978-0-88738-636-7)
- « Introduction » dans Jean-Francois Steiner, Treblinka: The inspiring story of the 600 Jews who revolted against their murderers and burned a Nazi death camp to the ground, Plume, 199   (ISBN 0-452-01124-8).